# IS Halmia

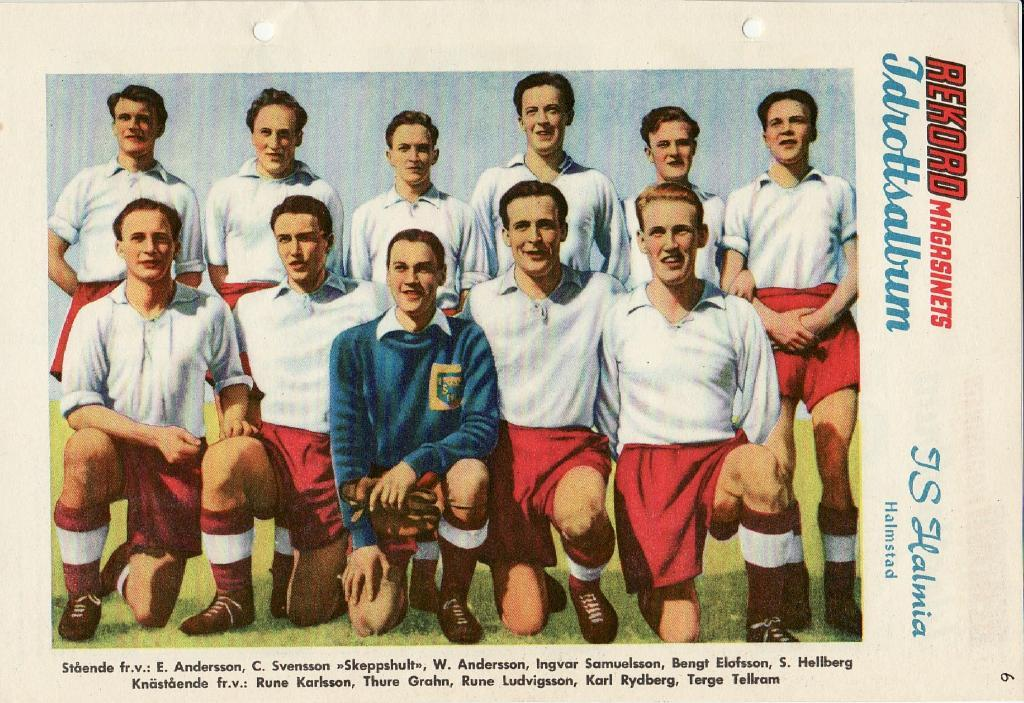
Halmia im Jahr 1950 aus der Blütezeit des Clubs.

Der IS Halmia ist ein schwedischer Fußballverein aus Halmstad in Halland. Der Verein spielte zum ersten Mal in der Allsvenskan 1932, als erster Verein aus Halland.

## Geschichte
Der Verein durchlief viele Höhen und Tiefen in seiner Geschichte. Zu den Höhepunkten zählen vor allem die 11 Spielzeiten, die der Verein in der höchsten schwedischen Spielklasse, der Allsvenskan, verbrachte. Zum ersten Mal stieg der Verein im Jahre 1932 auf, stieg aber schon 1934 wieder ab.
Der nächste Aufstieg wurde 1943 geschafft und diesmal konnte sich der Verein für 7 Jahre (bis 1950) in der Allsvenskan behaupten, die bislang längste Zeit in der Vereinsgeschichte. Denn nach dem Abstieg 1950 konnte sich IS Halmia nur noch zwei weitere Male in die Allsvenskan spielen. Dieses war zunächst im Jahr 1963, nachdem man sich 1962 in einem Qualifikationsspiel gegen Landskrona BoIS mit 3:0 durchsetzte. Bei diesem Spiel stellte der Verein mit 20.381 Zuschauern einen Besucherrekord im heimischen Stadion Örjans vall auf, welcher selbst vom städtischen Erzrivalen Halmstads BK nie gebrochen werden konnte. Das bisher letzte Mal war der IS Halmia im Jahr 1979 in der Allsvenskan.
Nach dem Abstieg aus der zweiten Liga 1985 und dem Durchmarsch in die Viertklassigkeit 1989 verschwand IS Halmia kurzzeitig in den unteren Ligenbereich. 1994 gelang die Rückkehr in die Drittklassigkeit, wo die Mannschaft 1997 Vizemeister wurde. In den anschließenden Aufstiegsspielen setzte sich die Mannschaft gegen Trollhättans FK und Nybro IF durch. Als Tabellenletzter der Südstaffel stieg die Mannschaft direkt wieder ab und wurde im Folgejahr in die Viertklassigkeit durchgereicht. 2005 wurde der Klub Opfer einer Ligareform und stürzte in die fünfte Liga ab. Mehrmals verpasste die Mannschaft nur knapp den Wiederaufstieg, der 2008 als Staffelsieger bewerkstelligt wurde.
Dank der 11 Spielzeiten in der Allsvenskan, belegt der Verein immerhin Platz 27 der ewigen Tabelle dieser Spielklasse (Stand 2005). In der ewigen Tabelle der Superettan (2. Liga), wo der Verein 44 Spielzeiten verbrachte, belegt der Verein Rang 8.